# Ole Birk Olesen
Ole Birk Olesen (ur. 21 grudnia 1972 w Gram) – duński polityk i dziennikarz, parlamentarzysta, od 2016 do 2019 minister transportu, budownictwa i mieszkalnictwa.

## Życiorys
Kształcił się w zakresie matematyki w Aabenraa Statsskole (1989–1992), zaś w latach 1995–1999 studiował dziennikarstwo w Danmarks Journalisthøjskole. W 1997 został praktykantem w „Ekstra Bladet”, od 1998 do 2002 był dziennikarzem politycznym tej gazety. W latach 2002–2007 pracował jako dziennikarz w „Berlingske Tidende”, po czym został redaktorem czasopisma internetowego „180Grader”.
Zaangażował się w działalność polityczną w ramach Sojuszu Liberalnego. W 2011 po raz pierwszy uzyskał mandat posła do Folketingetu. Z powodzeniem ubiegał się o reelekcję w wyborach w 2015, 2019 i 2022.
28 listopada 2016 wszedł w skład trzeciego rządu Larsa Løkke Rasmussena jako minister transportu, budownictwa i mieszkalnictwa. Urząd ten sprawował do 27 czerwca 2019.